# 湯柏林 (阿肯色州)
湯柏林（英語：Tomberlin）是位於美國阿肯色州洛諾克縣的一個非建制地區。該地的面積和人口皆未知。

## 地理
湯柏林的座標為34°30′57″N 91°52′18″W / 34.51583°N 91.87167°W，而該地的平均海拔高度為67米（即220英尺）。